# Pitthea neavi
Pitthea neavi là một loài bướm đêm trong họ Geometridae.